# المحافظة الأمريكية لسلالات الماشية

شعار المحافظة الأمريكية لسلالات الماشية

المحافظة الأمريكية لسلالات الماشية (بالإنجليزية: American Livestock Breeds Conservancy)‏ هي منظمة غير ربحية تأسست عام 1977 م مقرها الرئيسي في بيتسبورو، كارولاينا الشمالية. مهمتها حماية التنوع الجيني لأنواع المواشي والدواجن من خلال حفظ وتعزيز السلالات المهددة بالانقراض.